# Marquesado de Alquibla
El marquesado de Alquibla es un título nobiliario español creado por la reina regente María Cristina de Habsburgo Lorena, durante la minoría del rey Alfonso XIII, y concedido a Alfonso Roca de Togores y Aguirre-Solarte, gobernador civil, el 8 de noviembre de 1890 por real decreto y el 2 de diciembre del mismo año por real despacho.

## Marqueses de Alquibla
|                           | Titular                                    | Periodo                   |
| Creación por Alfonso XIII | Creación por Alfonso XIII                  | Creación por Alfonso XIII |
| ------------------------- | ------------------------------------------ | ------------------------- |
| I                         | Alfonso Roca de Togores y Aguirre-Solarte  | 1890-1923                 |
| II                        | Alfonso Roca de Togores y Pérez del Pulgar | 1926-1972                 |
| III                       | María Rosa Roca de Togores y Pérez-Seoane  | 1976-2014                 |
| IV                        | Carlos Enrique de France y Roca de Togores | 2018-presente             |

## Historia de los marqueses de Alquibla
La lista de sus titulares es la que sigue:
- Alfonso Roca de Togores y Aguirre-Solarte[3] (Madrid, 21 de marzo de 1864-Madrid, 31 de octubre de 1923), I marqués de Alquibla, senador del reino, diputado a Cortes, gobernador civil de las provincias de Toledo y Zamora, maestrante de la Real de Granada y gentilhombre de cámara del rey.

Casó con María Angustias Pérez del Pulgar y Ramírez de Arellano. El 7 de marzo de 1926 le sucedió su hijo:
- Alfonso Roca de Togores y Pérez del Pulgar (1892-1972), II marqués de Alquibla.

Casó con María Rosa Pérez-Seoane y Bueno. El 28 de julio de 1976 le sucedió su hija:
- María Rosa Roca de Togores y Pérez de Seoane (m. 2014),[4] III marquesa de Alquibla. El 14 de febrero de 2018 —tras solicitud del 20 de abril de 2017 (BOE del 27 de mayo)[5] y orden de expedición de carta de sucesión fechada el 29 de septiembre (BOE del 9 de octubre),[6] le sucedió su sobrino:

- Carlos Enrique de France y Roca de Togores, IV marqués de Alquibla.